# Rhapsa lilacina
Rhapsa lilacina är en fjärilsart som beskrevs av Butler 1877. Rhapsa lilacina ingår i släktet Rhapsa och familjen nattflyn. Inga underarter finns listade.